# ヴァンデルソン・カルヴァーリョ・ジ・オリヴェイラ
ヴァンデルソン・カルバーリョ・ジ・オリヴェイラ（Wanderson Carvalho de Oliveira、1989年3月31日 - ）はブラジルのサッカー選手。ポジションはDF。浦項スティーラース所属。
Kリーグ時代の登録名はワンデルソン（ハングル: 완델손）。

## 経歴
ブラジルの中小クラブに所属した後、2015年7月に大田シチズンに移籍した。デビュー戦では2ゴールを挙げる活躍を見せた。